# Moucherolle de Puna
Contopus punensis
Pour les articles homonymes, voir Moucherolle de Tumbes.
Espèce
Statut de conservation UICN

 LC  : Préoccupation mineure
Le Moucherolle de Puna (Contopus punensis), également appelé Moucherolle de Tumbes, est une espèce de passereau placée dans la famille des Tyrannidae.

## Systématique
Le Moucherolle de Puna a été décrit en 1869 par George Newbold Lawrence. Ce taxon est considéré par certains auteurs comme conspécifique avec le Moucherolle cendré (Contopus cinereus),. Cette espèce est monotypique selon la classification de référence du Congrès ornithologique international (version 9.1, 2019).

## Répartition
Il vit dans la région du Tumbes (sud-ouest de l'Équateur et nord-ouest du Pérou) et la Puna humide (jusqu'aux portes de l'Altiplano).